# 1986 في إسرائيل
فيما يلي قوائم الأحداث التي وقعت خلال عام 1986 في إسرائيل.

## سياسة

### تعيين في المنصب
- 20 أكتوبر – إسحاق شامير رئيس وزراء إسرائيل.
- 20 أكتوبر – إسحاق موداعي وزير بدون حقيبة وزارية.
- 20 أكتوبر – شمعون بيريز وزير الخارجية الإسرائيلي  [لغات أخرى]‏.
- 20 أكتوبر – شوشانا أربيلي ألموزلينو وزير الصحة  [لغات أخرى]‏.

### انتهاء فترة المنصب
- 20 أكتوبر – روني ميلو نائب وزير الخارجية ‏.
- 20 أكتوبر – شمعون بيريز رئيس وزراء إسرائيل.
- 20 أكتوبر – شوشانا أربيلي ألموزلينو نائب لوزيرالصحة.
- 20 أكتوبر – مردخاي غور وزير الصحة  [لغات أخرى]‏.

## مواليد

### يناير
- 7 يناير – دافني ليف

### يونيو
- 17 يونيو – إيمري كالمان سياسي إسرائيلي.

### يوليو
- 9 يوليو – عدن نتن زده مجرم إسرائيلي.
- 16 يوليو – أحمد حربي لاعب كرة قدم إسرائيلي.

### أغسطس
- 28 أغسطس – جلعاد شاليط كاتب إسرائيلي.

### سبتمبر
- 1 سبتمبر – شاهار تزوبيري
- 8 سبتمبر – إدن بن باسات لاعب كرة قدم إسرائيلي.
- 16 سبتمبر – أمير وينتروب لاعب كرة مضرب إسرائيلي.

### أكتوبر
- 27 أكتوبر – إنبار لافي

## وفيات

### يونيو
- 26 يونيو – سيف الدين الزعبي (مواليد 1913) سياسي إسرائيلي.

### نوفمبر
- 24 نوفمبر – أنور نسيبة (مواليد 1913) سياسي أردني.